# Kriška Reber
Kriška Reber je naselje u slovenskoj Općini Trebnju. Kriška Reber se nalazi u pokrajini Dolenjskoj i statističkoj regiji Jugoistočnoj Sloveniji. 

## Stanovništvo
Prema popisu stanovništva iz 2002. godine naselje je imalo 28 stanovnika.